# Payback (2023)
Payback 2023 — сьома подія Payback з платним переглядом (PPV) і прямими трансляціями професійного реслінгу, організована WWE. Відбулася для борців із брендових підрозділів акції Raw та SmackDown під час вихідних у День праці в США в суботу, 2 вересня 2023 року, на арені PPG Paints у Піттсбурзі, штат Пенсільванія (США), ставши першою Payback з 2020 року.
Це також перша Payback, яка відбулася в суботу та у вересні, а також перша пряма трансляція на Peacock у США та Binge в Австралії. Це також була перша подія WWE PPV і пряма трансляція, проведена в Піттсбурзі після Extreme Rules у липні 2018 року, яка проходила на тій самій арені. Тема заходу — борці, які шукають розплати з суперниками.

## Підготовка

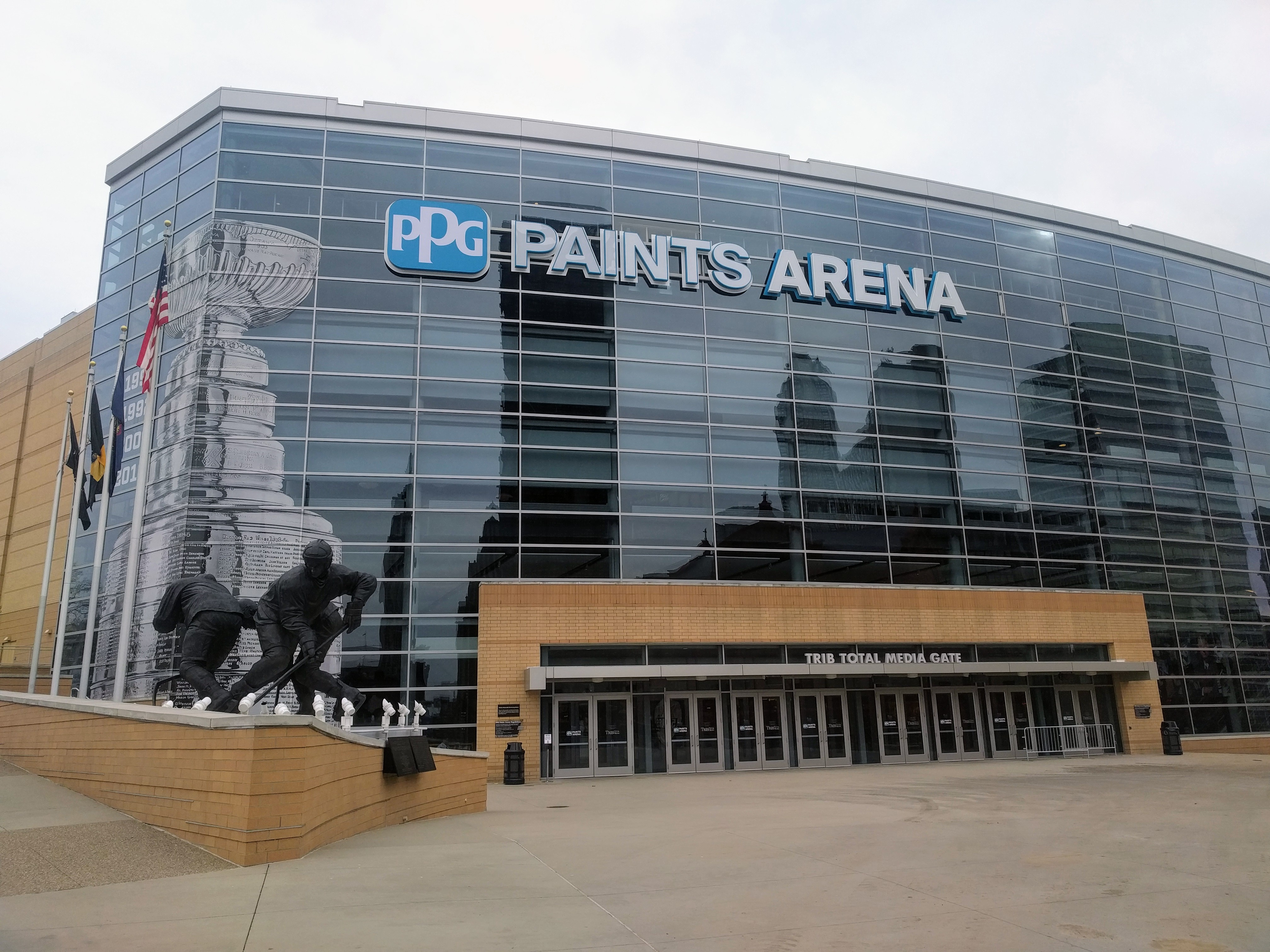
Захід відбудеться на арені PPG Paints у Піттсбурзі, штат Пенсільванія в США.

Payback — це подія з професійного реслінгу, заснована WWE у 2013 році. Концепція заходу — борці намагаються поквитатися із своїми суперниками. Захід тривав щорічно до 2017 року, але вперше його було припинено, доки його не було відновлено в 2020 році, але його знову припинили на три роки. 16 червня 2023 року WWE оголосила про відновлення події, а сьома Payback відбудеться під час вихідних у День праці в суботу, 2 вересня 2023 року, на арені PPG Paints у Піттсбурзі, штат Пенсільванія, за участю борців з Raw і підрозділів бренду SmackDown. Ц буде перший Payback, який відбудеться в суботу та у вересні. Це також буде перша подія WWE з оплатою за перегляд (PPV) та прямою трансляцією, проведена в Піттсбурзі після Extreme Rules у липні 2018 року, яка проходила на тій самій арені. На додаток до трансляції традиційного PPV у всьому світі та мережі WWE на більшості міжнародних ринків, це буде перша Payback, яка транслюватиметься в прямому ефірі на Peacock після того, як американська версія мережі WWE об'єдналася з Peacock у березні 2021 року. Квитки надійшли у продаж 27 червня 2023 року через Ticketmaster.

### Сюжетні лінії
Картка включатиме матчі, які є результатом сценарію сюжетних ліній, де борці зображують героїв, лиходіїв або менш помітних персонажів у сценарних подіях, які створюють напругу та завершуються фінальним матчем або серією матчів. Результати визначаються сценаристами WWE щодо брендів Raw і SmackDown, а сюжетні лінії створюються в щотижневих телевізійних шоу WWE Monday Night Raw та Friday Night SmackDown.

## Результати
| №                                                     | Результати                                                                         | Умови                                                                 | Час   |
| ----------------------------------------------------- | ---------------------------------------------------------------------------------- | --------------------------------------------------------------------- | ----- |
| 1                                                     | Беккі Лінч перемогла Тріш Стратус                                                  | Матч у сталевій клітці                                                | 20:00 |
| 2                                                     | Ел Ей Найт переміг Міза                                                            | Одиночний матч за участі спеціального запрошеного арбітра Джона Сіни. | 15:45 |
| 3                                                     | Рей Містеріо (c) переміг Остіна Теорі                                              | Одиночний матч на звання чемпіона США WWE                             | 9:45  |
| 4                                                     | Судний день (Фінн Балор та Деміан Пріст) перемогли Кевіна Оуенса та Семі Зейна (c) | Вулична бійка за звання беззаперечних командних чемпіонів WWE         | 20:45 |
| 5                                                     | Рія Ріплі (c) перемогла Ракель Родрігез                                            | Одиночний матч за звання чемпіона WWE серед жінок                     | 17:20 |
| 6                                                     | Сет «Фрікін» Роллінс (c) переміг Шінске Накамуру                                   | Одиночний матч за звання чемпіона світу у важкій вазі                 | 26:05 |
| \| (c) \| – чемпіон(и), які беруть участь у матчах \| |                                                                                    |                                                                       |       |
| (c)                                                   | – чемпіон(и), які беруть участь у матчах                                           |                                                                       |       |